# 김환 (안녕 자두야)
김환는 《안녕 자두야》의 등장하는 가공의 인물로, 자두의 할머니인 김말순의 친아들이자 자두 아빠인 최호돌의 처남이자 자두의 엄마인 김난향의 남동생이며 최자두의 이모인 지수의 친오빠이며 김난향의 자녀인 자두,미미,승기의 외삼촌이다.

## 캐릭터 소개
본래는 사이가 좋았지만 한동안 만나지 않아 자두인지 몰랐다. 그러다보니 자두와 재회 당시 안 좋은 인연을 가지고 있었지만 이후 다시 친해졌다. 자두의 이모하고 만나는게 거의 없지만 두사람 중 이쪽이 동생으로 보여지고 있다. 과거 모습이 현재 모습과 갭이 엄청나다. 때문에 자두가 엄청 놀랐다.
과거에는 자두가 어린시절 때는 평범한 고등학생이었으나 어느 순간부터 락에 빠져 락커 가수가 되겠다는 꿈으로 머리를 기르고 노란색으로 물들였다.
작가가 공식 미남이라고 밝혔다. 작가의 실제 삼촌도 마른 미남이었다고.

## 성격
원작에서는 처음 등장했을 때 굉장히 괴팍하고 무서운 성격이었는데 이 때는 진짜 양아치라[8] 자두 남매가 무서워서 다가가질 못 했다. 환이가 외출한 사이에 자두가 신기하다고 레코드판을 만지다 흠집을 내 자두 남매 한테 토끼뜀을 시키며 가혹행위를 시켰고 자두 남매가 이후 아예 거리를 두게 되었다. 자두가 화장실에 가고 싶은데 재래식 화장실이 익숙하지 않아 엄마를 부르려 했으나 엄마가 수다 떠느라 자두가 부르는 걸 못 듣고 결국 어쩔 수 없이 혼자 화장실에 가다 화장실에 빠지게 된다. 때 마침 환이가 나타나 자두를 구해주고 똥 범벅이 된 자두를 씻겨주고 과자도 사주는 걸 보면 이 때도 천성이 나쁜 건 아니다. 시간이 흐르면서 애니 처럼 순박한 조카 바보가 되었다.

## 취미
취미로는 음악 (락커)이 있고 먹는것 또한 취미 중 하나이다.

## 가족관계, 다른 캐릭터들과의 관계
어머니
김말순

### 매형
```
호돌
```

### 누나
난향

### 여동생
지수

### 외조카
자두
미미
승기

## 같이 보기
- 안녕 자두야